# Медична розвідка
Медична розвідка — виявлення факторів, що впливають на здоров'я особового складу, санітарний стан військ (сил) та їх медичне забезпечення в районі бойових дій. Організовується медичною службою і ведеться в інтересах підтримання санітарно-епідеміологічного та санітарно-гігієнічного благополуччя військ (сил), збереження здоров'я особового складу.
Медична розвідка проводить збір даних про умови побуту населення, санітарного стану населених пунктів, виявляє наявність інфекційних хворих серед місцевих мешканців та епізоотія серед тварин, джерела захворювань та їх розносників, а також осередки епідеміологічних захворювань, позначає заражені ділянки місцевості, приміщення, склади продуктів, водні джерела і т.ін.
Медична розвідка також роздобуває інформацію про епідеміологічне захворювання у військах противника, санітарний стан зайнятої ним території, санітарно-гігієнічні та протиепідеміологічні заходи, що проводяться його медичною службою.